# 札幌大通西4ビル
札幌大通西4ビル（さっぽろおおどおりにし4ビル）は、北海道札幌市中央区大通西4丁目にある建築物である。札幌駅前通と大通公園が交わる大通西3・西4交差点の北西側に位置する。

## 建築
石造り風の外観が特徴であり、花崗岩の外装には、北海道を代表する花であるハマナスやスズランの彫刻が施されている。1階の通りに面した部分は、壁面を後退させてピロティ空間としており、ピロティ開口部の上部のアーチには、シマフクロウの彫刻のキーストーンが使われた。交差点角のエントランスの上には時計が設けられている。

## 入居店舗等
地上1階・2階には秋田銀行札幌支店、地上1階の駅前通に面した一部には石屋製菓の直営店「イシヤショップ」、地下2階には「イシヤカフェ」が入る。これらは、石屋製菓の大通地区の独立店舗としては初の出店となる。地下では、札幌駅前通地下歩行空間と直結している。3階から11階にかけては賃貸オフィスで、大通献血ルームも本ビルに入居する。

## 札幌秋銀ビル
この地には、2011年度に解体されるまで、8階建の「札幌秋銀ビル」があった。古くは、秋田県出身の北海道民が秋田銀行を誘致した場所で、屋上には秋田清酒高清水の広告塔が掲出されていた。このビルは秋田銀行と日本生命保険との共有であったが石屋製菓が日本生命の持分を取得し、2006年より建替えが検討されていた。石屋製菓の事業上の問題により一時計画が凍結されたが、2010年8月に建替え計画が発表された。

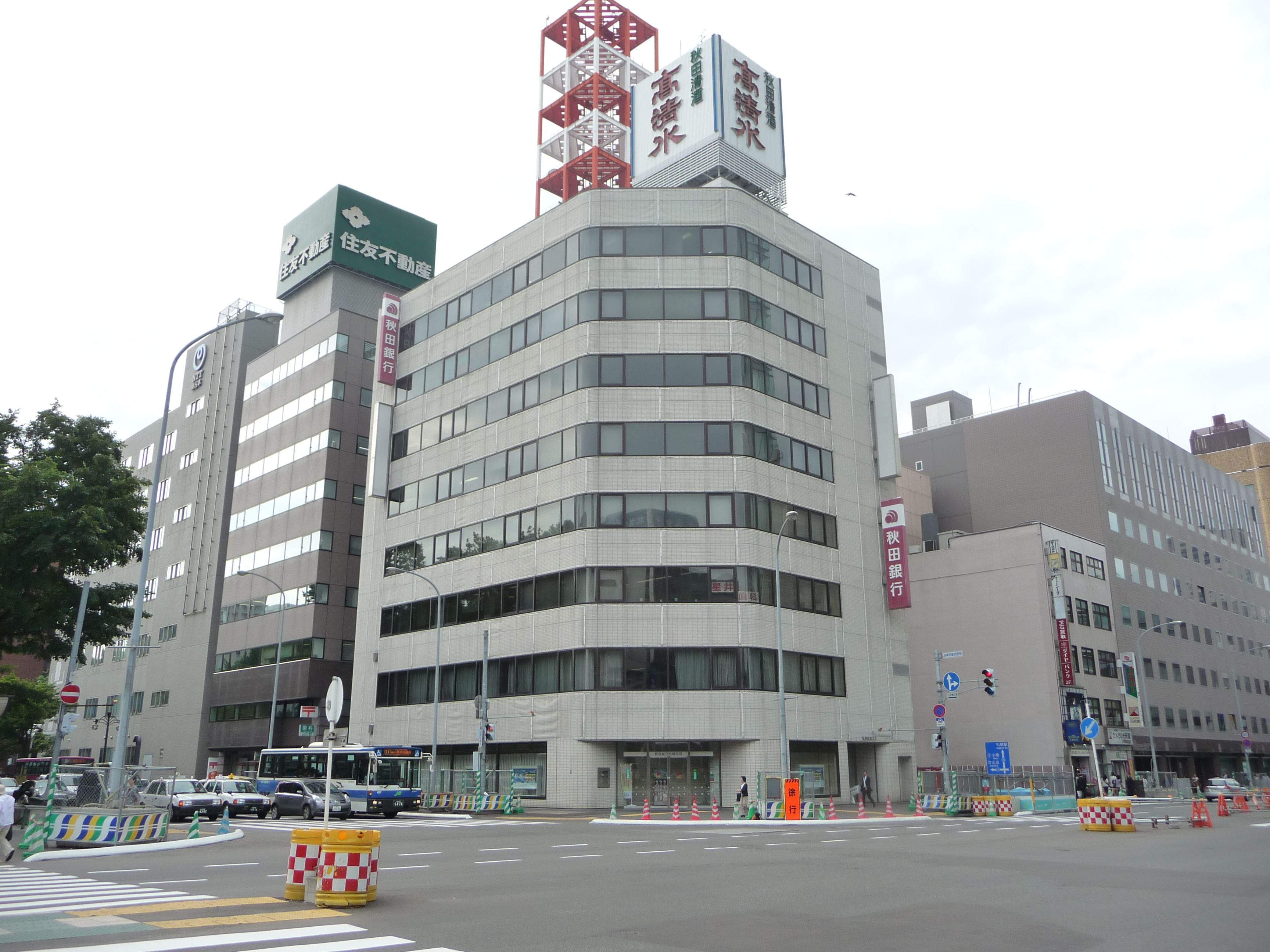
旧・札幌秋銀ビル

## 周辺
- 北洋大通センター - 札幌駅前通を挟んだ東側。低層部の商業ゾーン「大通ビッセ」には、スイーツ店などが入る。
- 北海道銀行本店 - 大通公園を挟んだ南側
- 明治安田生命札幌大通ビル - 大通西3・西4交差点を挟んだ、南東側斜め向かい
- 札幌市営地下鉄大通駅 - 最寄駅であり、札幌駅前通地下歩行空間を介し接続している。JR札幌駅へは、北へ約300m。